# REOスピードワゴン
REOスピードワゴン（アール・イー・オー・スピードワゴン、英語: REO Speedwagon）は、アメリカ合衆国出身のロックバンド。デビュー以来、商業的成功とは無縁のライブ・バンドに甘んじていたが、1980年代にアルバム『禁じられた夜』が1千万枚を超えるセールスを記録して開花。同国を代表するアメリカン・ロック・グループとして認知された。キャリアは50年以上に及ぶ。

## 概要
1967年にイリノイ州で結成し、1971年にデビュー。代表曲には「Keep On Loving You」「Can't Fight This Feeling：涙のフィーリング」「In Your Letter：涙のレター」などがある。デビュー当初から年間300本に及ぶツアーでアメリカ国内のクラブ、ライブハウスや高校・大学を回る地道なライヴ活動を展開し、ブレイク前は「アメリカで最も売れていないが、長続きしているバンド」と評されるほどだったが、1980年代になってヒットを飛ばした。
1991年10月に活動休止したが1992年後半から再開し、現在も活動を続けている。

## バンド名の由来
アメリカの自動車メーカー「レオ・モーター・カー・カンパニー」で1930年代に生産されたモデル「スピードワゴン (Speed-Wagon)」と、同社の創業者ランサム・E・オールズ（Ransom E. Olds）の頭文字に因む。

## 来歴
デビュー前
- イリノイ州の同じ大学に通っていたニール・ドーティ、アラン・グラッツァーらが中心になり1967年に発足。

1971年
- ファースト・アルバム『REOスピードワゴン・デビュー』でデビュー。しかし、その直後、ボーカルのテリー・ルトゥレルを強制解雇。ロック史上稀に見る、とうもろこし畑に置き去りにするという解雇方法が取られた。

1972年
- 2代目のボーカルとしてケヴィン・クローニンが加入した。加入のいきさつについては次の様なエピソードがある。もともとはバンドのメンバーを斡旋する仲介業者としての仕事をシカゴでしていたケヴィン。そんな中、テリーが抜けて困っていたゲイリーが「新しいボーカルを探してくれ」とケヴィンの勤める会社に依頼したのだが、ゲイリーは何故か自分達のバンド名を伏せたままでケヴィンに教えようとはしなかった。困ったケヴィンは一計を案じ、ゲイリーに「オレのアパートに来れば、お探しのボーカリストに会わせてやる」と連絡しゲイリーを誘い出した（もちろん、ゲイリーを誘い出すための連絡なのでケヴィンはボーカリストを見つけていない）。そしてケヴィンの部屋にゲイリーが入ってくるなり、ケヴィンはエルトン・ジョンの曲を熱唱し出した。結果、その歌声を気に入ったゲイリーがケヴィンに「ボーカルになってくれ」と依頼し、ケヴィンはこれを快諾した。
- 新メンバーのケヴィンを迎え、2枚目のアルバム『輝く大地 (REO/T.W.O.)』をこの年の12月にリリース。

1973年
- 3枚目のアルバム『ライディング・ストーム』のレコーディング中、プロデューサーのビル・ハルヴァーソンの妻の真っ白なカーペットに新メンバーのケヴィンが赤ワインをこぼしてしまい、その妻が激怒。この問題を収拾するために他の4人のメンバーは数日間の話し合いを持った。結果、ケヴィンをクビにし、新しいボーカルを迎えるという結論に達した。既に刷られていたアルバム・ジャケットからケヴィンの姿は綺麗に消された。
- 残されたメンバーは3代目のボーカル、マイク・マーフィーを加入させ、ボーカルのレコーディングをし直すことになった。

1974年
- 様々なトラブルの末、3枚目のアルバム『ライディング・ストーム』リリース、全米第171位。
- 同年11月、4枚目のアルバム『ロスト・イン・ア・ドリーム』リリース、全米第98位。このアルバムの表題曲でもある「ロスト・イン・ア・ドリーム」はマイクと後に加入する、ブルース・ホールが共作している。

1975年
- 5枚目のアルバム『こんどはホンキだぜ』リリース、全米第74位。
- アルバムリリース後に3代目ボーカルのマイク・マーフィーが脱退。
- バンドを離れていたケヴィン・クローニンが「キープ・プッシン」という曲のデモ・テープをバンドに送る。これがきっかけとなりケヴィンはバンドに復帰する。

1976年
- この年の1月にロサンゼルスのレコード・プラント・スタジオでケヴィンと他のメンバー4人でレコーディングを行なう。そして、このレコーディングで生まれたのが『キープ・プッシン (R.E.O.)』というアルバムで同年6月発売、全米第159位。この作品からケヴィンがバンドへ正式に復帰する。その後バンドは10ヶ月間のツアーを行なう。

1977年
- 5月、初のライブ・アルバム『ライヴ〜嵐の中へ』リリース、全米第72位。このアルバムは2枚組ライブ・アルバムとして初のゴールドディスクを獲得する。
- 先に挙げたツアー終了と同時にベーシストのグレッグが脱退。

1978年
- 2代目ベーシスト、ブルース・ホールが加入。これによりニール、ゲイリー、アラン、ケヴィン、ブルースというバンド黄金時代の役者がすべて揃う。
- 4月、アルバム『ツナ・フィッシュ』リリース、全米第29位。この中の1曲「ロール・ウィズ・ザ・チェンジズ」と「出発の時」がシングルとしてもヒット。

1979年
- 8月、アルバム『ナイン・ライヴス』リリース、全米第33位。

1980年
- 初のベスト・アルバム『ディケイド・オブ・ロックンロール '70〜'80』リリース、全米第55位。
- バンドとしての知名度は徐々に上昇していた。
- 次のアルバム『禁じられた夜』からの先行シングルとして「キープ・オン・ラヴィング・ユー」がリリースされる。
- 12月、アルバム『禁じられた夜』リリース。

1981年
- アルバム『禁じられた夜』が、それまでビルボードのアルバムチャートで8週連続全米1位を獲得していたジョン・レノンの遺作、『ダブル・ファンタジー』にかわって1位になった。その後、15週連続全米1位を獲得し、売り上げも最終的には1000万枚を突破した。そして、この年の年間アルバムチャートでは『ダブル・ファンタジー』を抑えて年間第1位を獲得した。
- アルバムからの先行シングルとなった「キープ・オン・ラヴィング・ユー」は同年3月21日付のビルボード・シングルチャートで全米1位を獲得した。そして、この年の年間シングルチャート第10位にもなった。売れない地味なハードロック・バンドのままなら、批判されることもなかったのだが、大ヒットを飛ばすに至り「産業ロック」との批判を受けることになってしまった。

1982年
- 7月、アルバム『グッド・トラブル』リリース、全米第7位。

1983年
- 12年ぶりに本格的なオフ期間を設けた。

1984年
- 11月、アルバム『ホイールズ・アー・ターニン』で活動再開、全米第7位。

1985年
- 先に挙げたアルバムからシングルカットされた「涙のフィーリング」が同年3月9日付から3月23日付までのビルボード・シングルチャートで3週連続第1位を獲得。このミュージック・ビデオは「一人の男が生まれ、成長、そして結婚し子供が生まれ、さらにその子供が独立。そして夫婦は年老いていき、夫は最愛の妻に先立たれる」というストーリーになっている。このビデオでケヴィンは特殊メイクを用い、最後の老人役で出演している。
- 同年7月13日に行なわれたライヴエイド（フィラデルフィア・JFKスタジアム）に出演。「涙のフィーリング」「ロール・ウィズ・ザ・チェンジス」を披露。「ロール・ウィズ・ザ・チェンジス」では同じく出演していたビーチ・ボーイズや他の出演者がコーラスを担当している。
- アルバム『ザ・ベスト・オブ・REOスピードワゴン』リリース。

1987年
- 2月、黄金期のメンバーでレコーディングされた最後のオリジナル・アルバム『人生はロックンロール』をリリース、全米第28位。

1988年
- 6月、ベスト・アルバム『ザ・ヒッツ』（通算16枚目）をリリース、全米第56位。その中の新曲「アイ・ドント・ウォント・トゥ・ルーズ・ユー（涙のルーズ・ユー）」と「ヒア・ウィズ・ミー」（全米第20位）がゲイリーとアランがバンドメンバーとしての最後のレコーディングとなる。
- このリリース直後、ドラムのアランが脱退。元サンタナのグラハム・リアー加入。

1989年
- バンドの中心的存在だったギターのゲイリーが脱退。バンドは後任のギタリストとして、元プレイヤーのマイルス・ジョセフを迎えた。

1990年
- グラハムとマイルスが脱退。元ワン・チャンのブライアン・ヒットと元テッド・ニュージェント・バンドのデイヴ・アマト、そしてフリーのキーボード奏者のジェシー・ハームスが加入。バンドは初めて6人編成となった。
- 8月、アルバム『ジ・アース・ア・スモール・マン・ヒズ・ドッグ・アンド・ア・チキン』をリリース、全米第129位。16年ぶりに100位以下の順位を記録してしまう。

1991年
- 10月、ベスト・アルバム『ディケイド:1981〜1991』をリリースしバンドは活動休止。
- レコード会社の意向でベスト・アルバム『Keep on Loving You – Best』をリリース。

1992年
- この年の後半、ニール、ケヴィン、ブルース、デイヴ、ブライアンの5人で活動を再開。

1993年
- アルバム『スター・ボックス』をリリース。

1995年
- アルバム『Believe in Rock and Roll』をリリース。

1996年
- キャッスル・レコードへ移籍。
- アルバム『Building the Bridge』をリリース。

1999年
- それまでの楽曲の中からバラード曲（新曲2曲を含む）のみを集めた、ベスト・アルバム『バラード・ベスト』をリリース。

2000年
- 『ライヴ〜嵐の中へ』以来、23年ぶりのライブ・アルバム『アーチ・アライズ〜ライヴ・アット・リヴァーポート』リリース。このアルバムはスティクスと行なった合同ライブの模様が収録されている。

2001年
- アルバム『Live-Plus』をリリース。

2004年
- ケヴィン・クローニンが選曲し、未公開音源も収録されたベスト・アルバム『エッセンシャル・REOスピードワゴン』リリース。

2007年

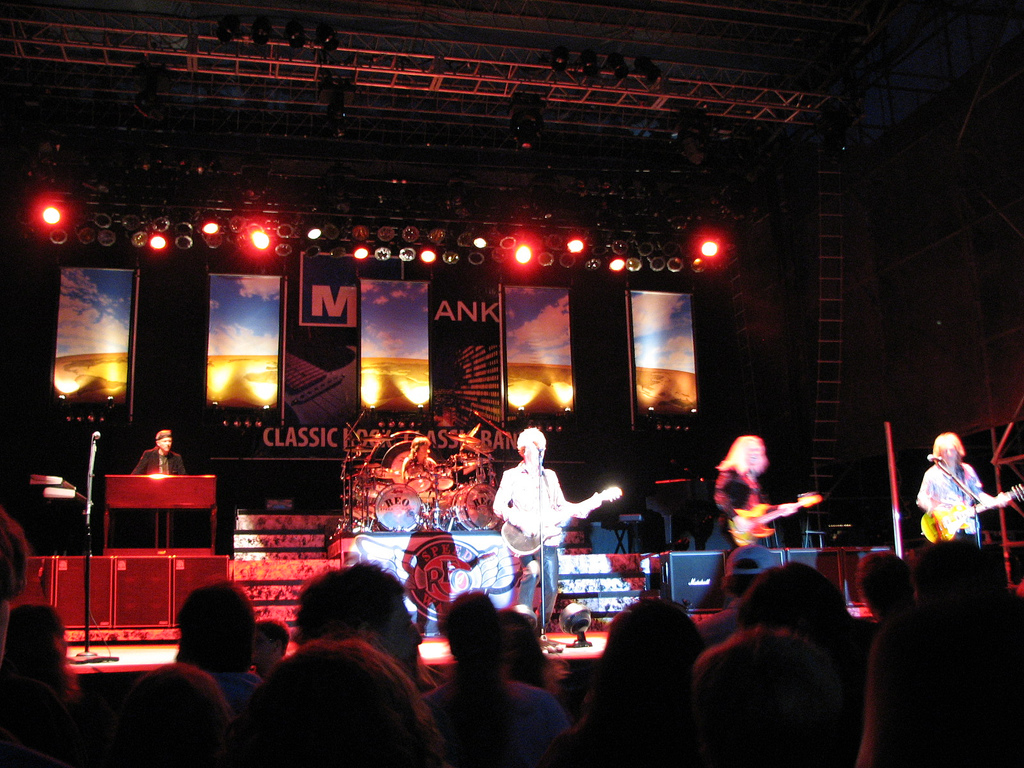
USAミルウォーキー公演 (2007年6月)

- アルバム『涙の道標 (みちしるべ)』をリリース。

2009年
- アルバム『Not So Silent Night... Christmas with REO Speedwagon』をクリスマス・アルバムとしてリリース。

2015年
- デビューから全盛期時代まで在籍した元メンバー、ゲイリー・リッチラスが死去[8]。

2022年
- デビューメンバーであったグレッグ・フィルビンが死去[9]。

## メンバー

### 現ラインナップ
- ニール・ドーティ (Neal Doughty) – キーボード (1967年– ) ※唯一のオリジナルメンバー。
- ケヴィン・クローニン (Kevin Cronin) – ボーカル、ギター、キーボード (1972年–1973年、1976年– )
- ブルース・ホール (Bruce Hall) – ベース、ボーカル (1977年– )
- デイヴ・アマト (Dave Amato) – ギター (1989年– ) ※元テッド・ニュージェント・バンド
- ブライアン・ヒット (Bryan Hitt) – ドラム (1989年– ) ※元ワン・チャン

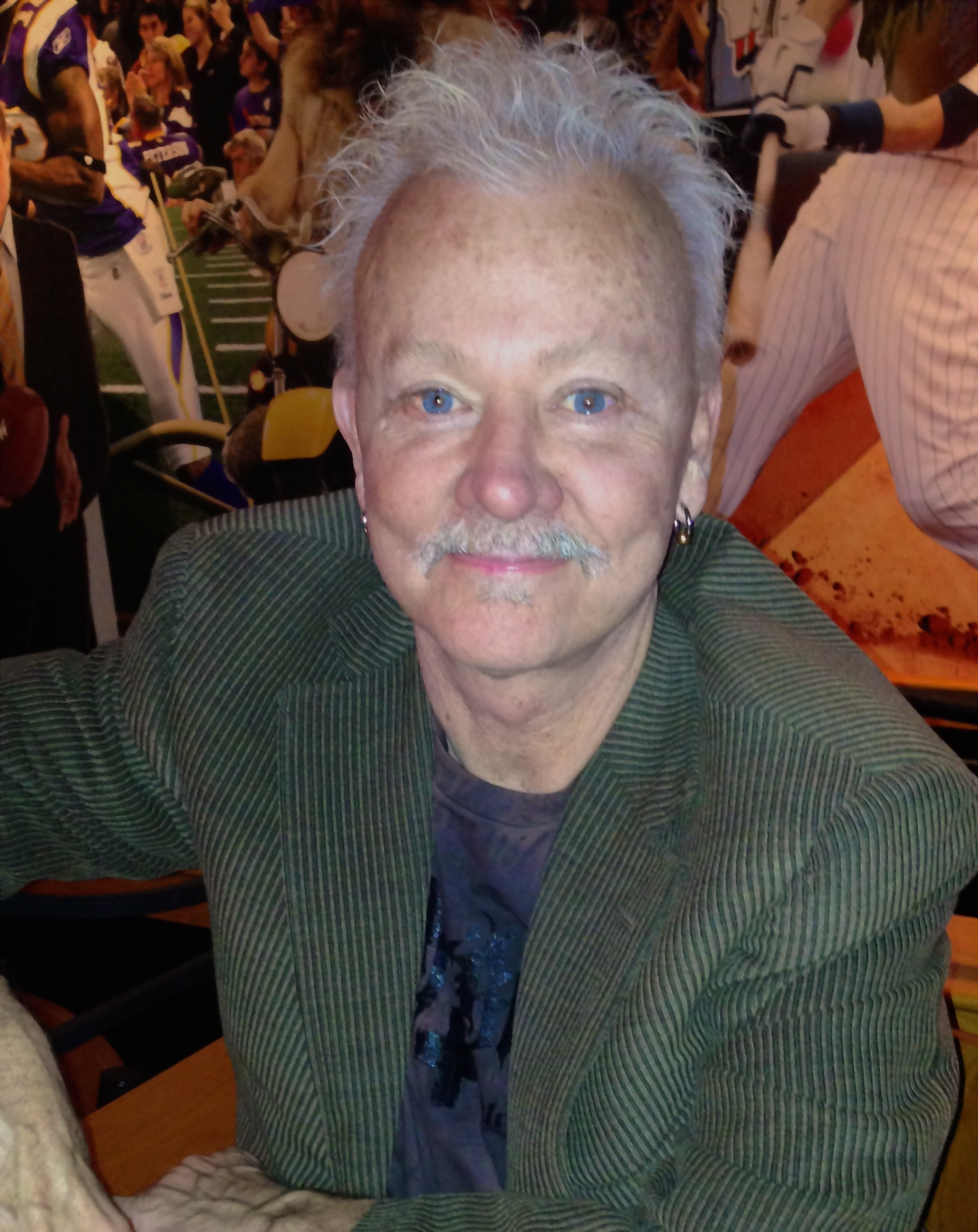
ニール・ドーティ(Key) 2013年
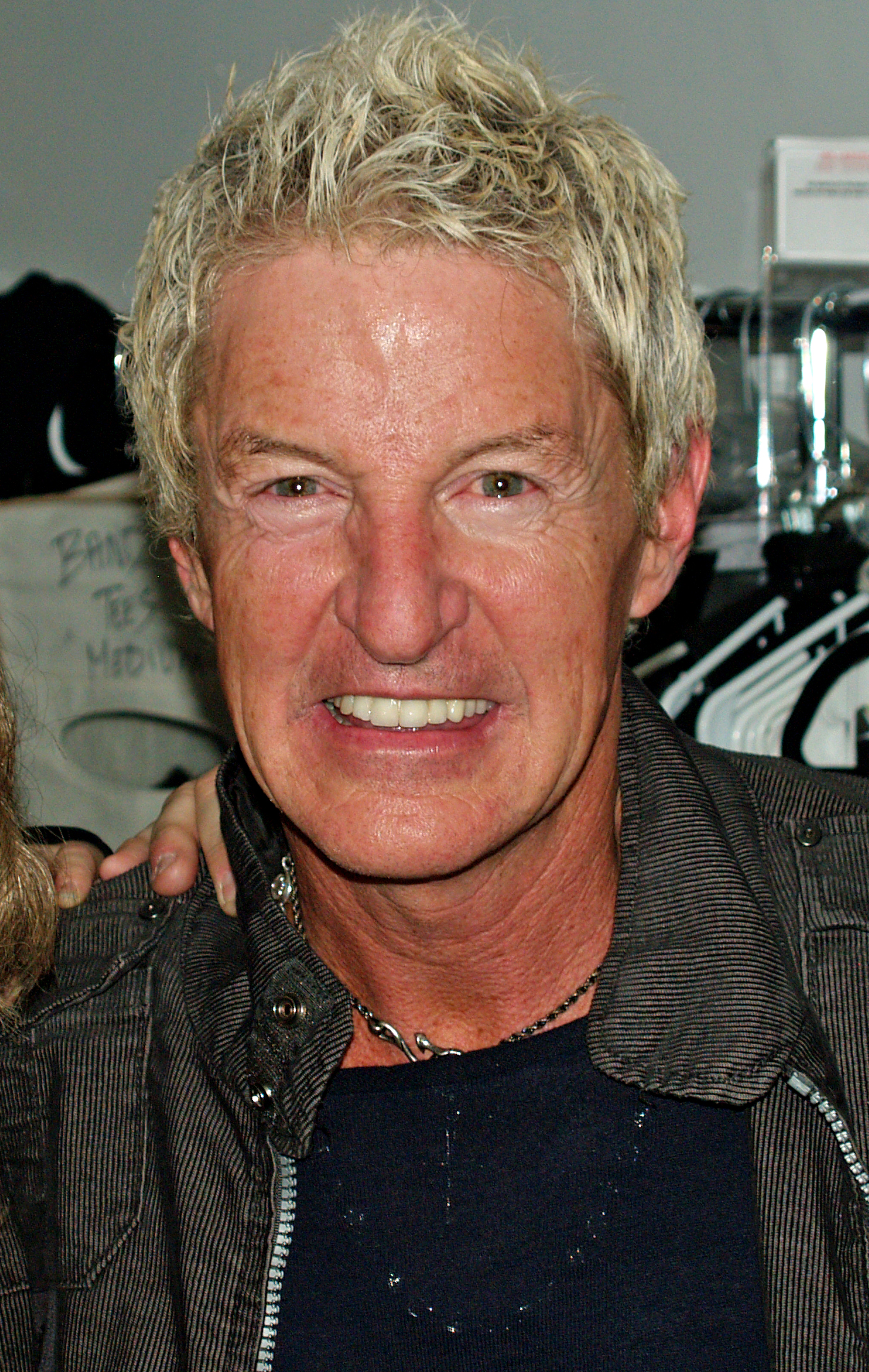
ケヴィン・クローニン(Vo/G) 2008年
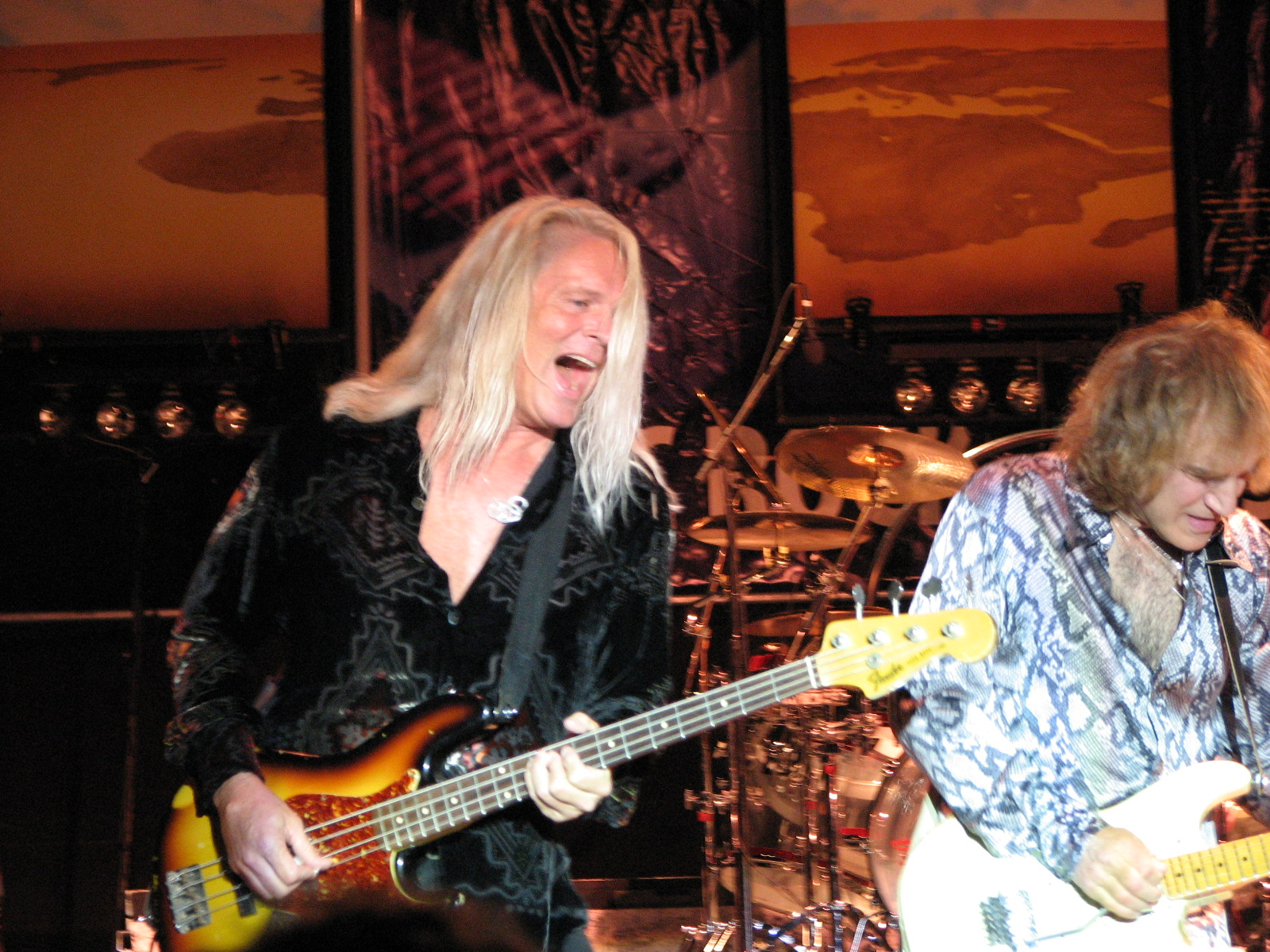
左ブルース・ホール(Ｂ) 右デイヴ・アマト(G) 2007年

### 旧メンバー
- ジョー・マット (Joe Matt) – ボーカル、ギター (1967年–1968年)
- アラン・グラッツァー (Alan Gratzer) - ドラム (1967年–1988年)
- マイク・ブレア (Mike Blair) – ベース (1967年–1968年)
- テリー・ルトゥレル (Terry Luttrell) – ボーカル (1968年–1972年) ※デビューメンバー。ファースト・アルバム・リリース直後に解雇。その後にスターキャッスルに参加し、スタジオ・アルバム4枚を発表して解散。後にゲスト参加。
- ボブ・クラウンオーヴァー (Bob Crownover) – ギター (1968年–1969年)
- グレッグ・フィルビン (Gregg Philbin) – ベース (1968年–1977年) ※デビューメンバー。2022年死去
- ジョー・マケイブ (Joe McCabe) – サクソフォーン (1968年)
- マーティー・シェパード (Marty Shepard) – トランペット (1968年)
- ビル・フィオリオ (Bill Fiorio) – ギター (1969年)
- スティーブ・スコーフィーナ (Steve Scorfina) – ギター (1969年–1970年)
- ゲイリー・リッチラス (Gary Richrath) – ギター (1970年–1989年) ※デビューメンバー。2015年死去
- マイク・マーフィー (Mike Murphy) – ボーカル (1973年–1976年)
- グラハム・リアー (Graham Lear) – ドラム (1988年–1989年) ※元サンタナ
- マイルス・ジョセフ (Miles Joseph) – ギター (1989年) ※元プレイヤー。2012年死去
- ジェシー・ハームス (Jesse Harms) – キーボード (1989年–1991年)

## ディスコグラフィ

### スタジオ・アルバム
- 『REOスピードワゴン・デビュー』 - R.E.O. Speedwagon (1971年)
- 『輝く大地』 - R.E.O./T.W.O. (1972年)
- 『ライディング・ストーム』 - Ridin' the Storm Out (1973年)
- 『ロスト・イン・ア・ドリーム』 - Lost in a Dream (1974年)
- 『こんどはホンキだぜ』 - This Time We Mean It (1975年)
- 『キープ・プッシン』 - R.E.O. (1976年)
- 『ツナ・フィッシュ』 - You Can Tune a Piano, but You Can't Tuna Fish (1978年)
- 『ナイン・ライヴズ』 - Nine Lives (1979年)
- 『禁じられた夜』 - Hi Infidelity (1980年)
- 『グッド・トラブル』 - Good Trouble (1982年)
- 『ホイールズ・アー・ターニン』 - Wheels Are Turnin' (1984年)
- 『人生はロックンロール』 - Life as We Know It (1987年)
- 『ジ・アース・ア・スモール・マン・ヒズ・ドッグ・アンド・ア・チキン』 - The Earth, a Small Man, His Dog and a Chicken (1990年)
- Building the Bridge (1996年)
- 『涙の道標 (みちしるべ)』 - Find Your Own Way Home (2007年)[10]
- Not So Silent Night ... Christmas with REO Speedwagon (2009年)

### ライブ・アルバム
- 『ライヴ〜嵐の中へ』 - Live: You Get What You Play For (1971年)
- Live Again (1978年)
- 『アーチ・アライズ〜ライヴ・アット・リヴァーポート』 - Arch Allies: Live at Riverport (2000年) ※スティクスのディスクとの2in1
- Live-Plus (2001年)
- Extended Versions (2001年)
- Hi Infidelity Then Again ... Live (2007年)
- Setlist: The Very Best of REO Speedwagon Live (2010年)
- Live in Germany 1982 (2013年)
- Live Chicago 1979 (2013年)
- Live at Moondance Jam (2013年)
- Metro Center Rockford Illinois, 15 July 1983 (2015年)

### コンピレーション・アルバム
- 『ディケイド・オブ・ロックンロール '70〜'80』 - A Decade of Rock and Roll 1970 to 1980 (1980年)
- 『ザ・ベスト・オブ・REOスピードワゴン』 - Best Foot Forward (1985年)
- 『ザ・ヒッツ1973-1988』 - The Hits (1988年)
- 『ディケイド:1981〜1991』 - The Second Decade of Rock and Roll 1981 to 1991 (1991年)
- Keep on Loving You – Best (1991年)
- 『スター・ボックス』 - Starbox (1993年)
- Believe in Rock and Roll (1995年)
- Only the Strong Survive (1998年)
- 『プレミアム・ベスト』 - Premium Best (1998年)
- 『バラード・ベスト』 - The Ballads (1999年)
- Take It on the Run (2001年)
- Simply the Best (2001年)
- Keep on Rollin' (2002年)
- 『エッセンシャル・REO スピードワゴン』 - The Essential REO Speedwagon (2004年)
- Rock Breakout Years: 1981 (2005年)
- 『はじめてベスト』 - Collections (2006年)
- Greatest Hits, Steel Box Collection (2008年)
- 『プレイリスト:ヴェリー・ベスト・オブ・REOスピードワゴン』 - Playlist: The Very Best of REO Speedwagon (2008年)
- The Box Set Series (2014年)
- 『アーリー・イヤーズ 1971-1977』 - The Early Years 1971-1977 (2018年) ※8CDボックス
- 『クラシック・イヤーズ 1978-1990』 - The Classic Years 1978-1990 (2019年) ※9CDボックス
- 『ジャパニーズ・シングル・コレクション -グレイテスト・ヒッツ-』 - Japanese Singles Collection -Greatest Hits- (2020年)

### 主なシングル
- 「キープ・オン・ラヴィング・ユー」 - "Keep on Loving You" (1981年)
- 「涙のレター」 - "In Your Letter" (1981年)
- 「キープ・ザ・ファイアー・バーニン」 - "Keep the Fire Burnin'" (1982年)
- 「涙のフィーリング」 - "Can't Fight This Feeling" (1984年)